# Louis Roussel
Louis Roussel (* 1881 in Nîmes; † 1971 in Montpellier) war ein französischer Gräzist und Neogräzist.
Nach dem Studium in Montpellier und an der Sorbonne war Roussel im Jahr 1906 Mitglied der École française d’Athènes und wurde 1907 erster Leiter des Institut français d’Athènes. Auf diesem Wege wandte er sich der neugriechischen Kultur und Literatur zu. Später lehrte er in Aix-en-Provence und am INALCO in Paris. 
1925 wurde er schließlich zum Professor für altgriechische Sprache und Literatur an der Universität Montpellier ernannt.
Roussel veröffentlichte vielfältig zur neugriechischen Kultur und Literatur. Er wandte sich der Feldforschung zu, als er Erzählungen von der Insel Mykonos stenographisch dokumentierte. Er war auch einer der ersten, die das Karagiozis-Theater behandelten. Autoren, zu denen er publizierte, waren unter anderen Aristotelis Valaoritis, Andreas Kalvos und Jean Moréas. Darüber hinaus übersetzte er auch verschiedene Werke der antiken griechischen Literatur wie die Perser des Aischylos und den König Ödipus des Sophokles. 
Von Dezember 1922 bis Juli 1936 gab er zunächst von Athen aus, von 1925 an in Montpellier die Zeitschrift Libre heraus, die dem geistigen Leben Griechenlands gewidmet war.

## Schriften (Auswahl)
- La prononciation de l’Attique classique (1921).
- Valaoritis traducteur (1922).
- Contes de Mycono (1929).
- Palamas et Mistral (1930).
- L’aspect en grec attique (1958).